# Tehreek-e-Labbaik Pakistan
Tehrik e Labaik Pakistan (Urdu تحریک لبیک پاکستان, TLP), vollständig Tehreek Labbaik Ya Rasool Allah (TLYRA - „Bewegung derjenigen, die rufen: Ich folge dir, o Gesandter Gottes”), ist eine extremistisch-dschihadistische Partei in Pakistan. Die Partei entstand zur Verhinderung der rechtmäßigen Hinrichtung des Mörders von Salman Taseer, der als liberaler Gouverneur die wegen “Blasphemie” zum Tode verurteilte Christin Asia Bibi verteidigt hatte und daraufhin von einem seiner Leibwächter erschossen worden war.
Die Partei ist mit zwei Abgeordneten im Provinzrat des Sindh vertreten.

## Geschichte
Die Geschichte der Partei ist eng verbunden mit den in Pakistan geltenden Hudood-Verordnungen, welche Teile der Scharia in das staatliche Strafrecht überführt haben und etwa für Gotteslästerung die Todesstrafe vorsehen. Auf Grundlage dieser Gesetzgebung wurde die Christin Asia Bibi am 8. November 2010 als erste Frau wegen Blasphemie zum Tode verurteilt. Nachdem der Gouverneur Salman Taseer die Verurteilte verteidigt hatte, wurde er am vom 4. Januar 2011 von seinem Leibwächter Mumtaz Hussain Qadri ermordet. Die TLP selbst wurde einige Jahre später am 1. August 2015 durch den radikalen Kleriker Khadim Hussain Rizvi gegründet, um die Hinrichtung des Mörders zu verhindern.
Gleichwohl wurde Mumtaz Qadri am 29. Februar 2016 im Zentralgefängnis von Rawalpindi gehängt. Daraufhin blockierten TLP-Anhänger die Straßen der Hauptstadt, bis zu 40.000 Menschen gaben Quadri das letzte Geleit. Ein zu seinen Ehren errichteter Schrein in der Nähe von Islamabad wurde bereits von mehreren Millionen Menschen besucht.
Im Jahre 2017 war die TLP maßgeblich an der Organisation teilweise gewalttätiger Proteste gegen die Liberalisierung des Blasphemieparagrafen beteiligt. 2017 legten Parteianhänger den Verkehr in Islamabad mehrere Wochen lang mittels Straßenblockaden lahm und forderten die Rücknahme eines Gesetzentwurfes, der es Regierungsmitgliedern erlaubt hätte ihren Eid nicht mehr auf den islamischen Propheten Mohammed zu schwören. Zusätzlich forderten die Blockierer den Rücktritt des für den Vorschlag verantwortlichen Justizministers Zahid Hamid. Die Regierung sah daraufhin von ihrem Plan ab und Zahid Hamid trat von seinem Amt zurück. Im Gegenzug verzichteten die Islamisten auf eine Fatwa gegen Hamid.
Als Asia Bibi nach mehr als acht Jahren Haft in der Todeszelle am 31. Oktober 2018 vom Obersten Gerichtshof Pakistans in einem Berufungsprozess von allen Anklagepunkten freigesprochen wurde, protestierten Anhänger der Partei und forderten die Hinrichtung der Frau. Ein stellvertretender Parteivorsitzender forderte bei einer Parteiveranstaltung: „Entweder ihr Leibwächter, ihr Fahrer oder ihr Koch soll sie umbringen!“
Die gewalttätigen Proteste gegen das Urteil dauerten drei Tage und flachten erst ab, als die Regierung ein Abkommen mit der TLP schloss, in dem sie sich dazu verpflichtete Asia Bibi ein Ausreiseverbot aufzuerlegen sowie die Neueröffnung des Verfahrens zu prüfen. Allein in der Provinz Punjab wurden 1.100 Personen wegen gewaltsamer Ausschreitungen festgenommenen. Die TLP sprach von 500 festgesetzten Anhängern in nur einer Nacht. Ihr Sprecher Zubair Kasuri äußerte in Richtung der Regierung: „Die Strategie der Regierung, das Abkommen zu missbrauchen und unsere Leute anstelle von Schurken zu inhaftieren, wird sich nachteilig auf den Frieden auswirken“.
Nachdem die Regierung von TLP-Funktionären beschuldigt worden war das vereinbarte Abkommen gebrochen zu haben, flammten die Proteste erneut auf. Der Parteivorsitzende Khadim Hussain Rizvi wurde daraufhin am 22. November 2018 von der Polizei in Gewahrsam genommen und in einem von der Regierung als „Gästehaus“ bezeichneten Komplex für 30 Tage unter Hausarrest gestellt, da es glaubhafte Hinweise gebe, dass er Recht und Ordnung beeinträchtigen könne. Bei Protesten gegen diese Maßnahme wurden mehr als 300 TLP-Anhänger von Sicherheitskräften festgenommen.
Im April 2021 wurde die Partei offiziell verboten, als Terrororganisation eingestuft und al-Rivzi verhaftet. Im Oktober 2021 randalierten hunderte TLP-Anhänger als Reaktion auf die Veröffentlichung von Mohammed-Karikaturen in Frankreich und forderten den Abbruch diplomatischer Beziehungen von Pakistan zu Frankreich. Bei Auseinandersetzungen mit der Polizei starben mehrere Anhänger.

## Positionen
Die Partei Tehreek Labbaik Ya Rasool Allah sieht sich selbst als mit dem sunnitischen Islam der orthodoxen Barelwi-Bewegung verbunden und fordert die vollständige Einführung der Scharia in Pakistan im Straf- und Zivilrecht.

## Filme
- Blasphemie - Pakistans tödliches Gesetz, Großbritannien 2019